# 魯真公
魯真公，即姬濞，為西周諸侯國魯國君主之一，是魯國第八任君主。他為魯獻公兒子，承襲魯獻公擔任該國君主，在位30年。

## 家庭
父親
- 魯獻公姬具

兄弟
- 魯武公姬敖